# Hamtaro
Hamtaro is een manga- en animeserie gecreëerd en geïllustreerd door Ritsuko Kawai. In Japan zijn er vijf animeseries uitgezonden, vier films, diverse specials, veel videogames, dvd-releases en merchandise. Van de 12 seizoenen van de anime uit 2000 zijn in Nederland en de Verenigde Staten 4 seizoenen uitgezonden. In Vlaanderen werden de eerste 52 afleveringen uitgezonden op VTM bij TamTam vanaf 1 maart 2003.
Het verhaal gaat over de kleine goudhamster van Laura Haruna (Hiroko Haruna in het Japanse origineel), genaamd Hamtaro. Hij gaat vaak samen met zijn andere hamstervriendjes, de "Ham-Hams", op pad om de mensenwereld te ontdekken. De "Ham-Hams" verzamelen zich in een speciaal clubhuis gebouwd door Boss (Taisho).

## De Ham-Hams
Hamtaro
- Geslacht: jongen
- Eigenaar: Laura
- Verjaardag: 6 augustus
- Eigenschappen: Hij is moedig, avontuurlijk en altijd bereid zijn bazinnetje in het geheim te helpen. Hamtaro is verliefd op Bijou.

Boss
- Geslacht: jongen
- Eigenaar: geen
- Verjaardag: 21 september
- Eigenschappen: Hij is een veldhamster en vindt zichzelf de baas van de Ham-Ham vriendjes. Maar als het erop aankomt, is hij ook echt bereid een Ham-Ham in moeilijkheden hulp te bieden. Boss is ook stapel op Bijou.

Bijou
- Geslacht: meisje
- Eigenaar: Maria
- Verjaardag: 10 juli
- Eigenschappen: Zij komt uit Frankrijk en is daarom ook gek op lintjes en sieraden. Zij is het lieverdje van de Ham-Hams. Bijou vindt Hamtaro wel erg leuk...

Sandy
- Geslacht: meisje
- Eigenaar: Hillary
- Verjaardag: 6 juni
- Eigenschappen: Sandy is sociaal, actief en sportief. Haar tweelingbroer heet Stan.

Stan
- Geslacht: jongen
- Eigenaar: Noel
- Verjaardag: 6 juni
- Eigenschappen: Stan vindt zichzelf wel erg cool. Hij werkt dan ook vaak aan zijn image. En anders zit hij wel met de andere Ham-Ham meisjes te flirten.

Penelope
- Geslacht: meisje
- Eigenaar: Kylie
- Verjaardag: 3 maart
- Eigenschappen: Als jongste van het stel, wordt Penelope door de andere Ham-Hams beschouwd als hun kleine zusje. Ze vertroetelen en beschermen haar, maar met een van de anderen heeft ze een speciale band, Pashmina. Het enige dat Penelope kan zeggen is "Ookwee!" Dat spreek je uit als: "Akwie".

Pashmina
- Geslacht: meisje
- Eigenaar: June
- Verjaardag: 16 september
- Eigenschappen: Pashmina is verstandig en betrouwbaar. Ze is dol op haar allerliefste Penelope, haar Ham-Ham vrienden en alles wat past bij haar onafscheidelijke roze lievelingssjaal.

Jingle
- Geslacht: Jongen
- Eigenaar: Geen
- Verjaardag: 12 december
- Sterrenbeeld: Boogschutter
- Lengte: 8.5 cm

Cappy
- Geslacht: Jongen
- Eigenaars: Kip & Sue
- Verjaardag: 6 augustus
- Sterrenbeeld: leeuw
- Lengte: 7.7 cm

Maxwell
- Geslacht: Jongen
- Eigenaar: De zoon van de eigenaar van de boekwinkel
- Verjaardag: 5 november
- Sterrenbeeld: Schorpioen
- Lengte: 10.5 cm

Panda
- Geslacht: Jongen
- Eigenaar: Mimi
- Verjaardag: 8 april
- Sterrenbeeld: Ram
- Hoogte: 8.8 cm

Oxnard
- Geslacht: Jongen
- Eigenaar: Katja
- Verjaardag: 3 mei
- Sterrenbeeld: Stier
- Hoogte: 10 cm

Dexter
- Geslacht: Jongen
- Eigenaar: De eigenaar van een brillenwinkel
- Verjaardag: 11 oktober
- Sterrenbeeld: Weegschaal
- Hoogte: 8,7 cm

Howdie
- Geslacht: Jongen
- Eigenaar: Winkeleigenaar
- Verjaardag: 18 februari
- Sterrenbeeld: Waterman
- Hoogte: 8,5 cm

Snoozer
- Geslacht: Jongen
- Eigenaar: Geen
- Verjaardag: 14 januari
- Sterrenbeeld: Steenbok
- Hoogte: 8,5 cm

## Engelse stemmen
- Hamtaro: Chiara Zanni
- Laura: Moneca Stori
- Katja: Daniella Evangelista
- Howdy: Paul Dobson
- Dexter: Sam Vincent
- Boss: Ted Cole
- Oxnard: Saffron Henderson
- Maxwell: Brad Swaile
- Thijs: Matt Smith
- Pashmina: Tabitha St Germain
- Sandy: Brittney Wilson
- Pepper: Cathy Weseluck

## Nederlandse stemmen
- Hamtaro: Melise de Winter
- Laura: Lizemijn Libgott
- Katja: Hetty Heyting
- Howdy: Robin van der Velden
- Dexter: Rolf Koster
- Boss: Leo Richardson
- Oxnard: Jan Nonhof
- Maxwell: Ajolt Elsakkers
- Thijs: Ajolt Elsakkers
- Pashmina: Jann Cnossen
- Sandy: Lizemijn Libgott
- Pepper: Lottie Hellingman

## Afleveringenlijst
| Nr. | Nederlandse titel                 | Engelse titel                                     |
| --- | --------------------------------- | ------------------------------------------------- |
| 1   | Hamtaro                           | Hamtaro                                           |
| 2   | Het Ham-Ham Clubhuis              | The Ham-Ham Clubhouse                             |
| 3   | Ruzie in het Clubhuis             | Calling all Ham-Hams!                             |
| 4   | Kom eruit Bijou                   | Come Out, Bijou!                                  |
| 5   | Diamanten van suiker              | Diamonds of sugar                                 |
| 6   | De eerste keer aan het strand     | First Time at the beach                           |
| 7   | Een avontuurlijke zomerkermis     | A summer festival adventure                       |
| 8   | Het zonnebloemenveld              | The sunflower field                               |
| 9   | Een hoop drukte op school         | Much ado about school!                            |
| 10  | Jingle, de zwerver                | Jingle, the wanderer                              |
| 11  | De wijze Elder-Ham                | The wise, Elder-Ham                               |
| 12  | Bijou in gevaar                   | Bijou's in danger!                                |
| 13  | Sandy de heldin                   | Let´s dance, Sandy                                |
| 14  | Sandy's broer                     | The search for Sandy's brother                    |
| 15  | Bijou's lievelingslint            | Bijou's favorite ribbon                           |
| 16  | Word gauw beter Laura             | Get well, Laura                                   |
| 17  | Hamtaro de superdetective         | Hamtaro, the super sleuth!                        |
| 18  | De glazen schoen                  | The slipper chase (The glass slipper)             |
| 19  | Panda's Ham-Ham funpark           | Panda's Ham-Ham fun park                          |
| 20  | Het Snoozer mysterie              | The Snoozer mystery! (It's a nystery, Snoozer!)   |
| 21  | Dappere Cappy                     | Courage, Cappy!                                   |
| 22  | Pashmina's cadeau                 | Pashmina's present                                |
| 23  | Het grote nieuws van Maxwell      | Maxwell's big scoop!                              |
| 24  | Hamtaro kom toch thuis            | Hamtaro, please come home!                        |
| 25  | Vrolijk kerstfeest                | Merry Christmas!                                  |
| 26  | De legende van de dappere Hamtaro | The legend of the courageous Hamtaro!             |
| 27  | Het sneeuwbalgevecht              | The snowball fight!                               |
| 28  | De vliegensvlugge Auntie Viv      | The amazing Auntie Viv                            |
| 29  | De bril van papa is zoek          | The search for dad's glasses!                     |
| 30  | Brandy's grote race               | Brandy's big race (Brandy's great race)           |
| 31  | Boss wordt moeder                 | Boss is a mom!                                    |
| 32  | Valentijnsdag                     | Valentine's Day!                                  |
| 33  | Over de regenboog                 | Let's cross the rainbow!                          |
| 34  | Op lieve Penelope passen          | Watching over cute Penelope                       |
| 35  | Feestje in de nacht               | Midnight celebration                              |
| 36  | Vaarwel Bijou                     | Farewell Bijou!                                   |
| 37  | Oxnard is verliefd                | Oxnard's big crush                                |
| 38  | De verdwenen brief                | The precious letter!                              |
| 39  | De vliegende Ham-Hams             | The flying Ham-Hams!                              |
| 40  | De Bloesemvriend                  | The Blossom of friendship                         |
| 41  | Het enge museum                   | The scary museum!                                 |
| 42  | Welkom Pepper                     | Welcome Pepper                                    |
| 43  | De grote kippenjacht              | The great chicken chase                           |
| 44  | Mijn lieve opa                    | I love my grandpa!                                |
| 45  | Hamsters in het aquarium          | Ham-Ham gang at the aquarium!                     |
| 46  | Sporttoernooi                     | The sports festival!                              |
| 47  | De haan het hof maken             | Romancing the roosters (The romantic setup)       |
| 48  | Ham-Ham Clubhuis in gevaar        | Ham-Ham Clubhouse in danger!                      |
| 49  | Het verloren medaillon            | In search of the pendant                          |
| 50  | We gaan op de boot                | Even the Ham-Hams get seasick                     |
| 51  | Sandy en Stan maken het goed      | Stan and Sandy make up                            |
| 52  | Daar is Robin Ham!                | It's Robin-Ham!                                   |
| 53  | Pepper komt                       | Pepper's Visit!                                   |
| 54  | Popster                           | Pop star                                          |
| 55  | Laura is echt weg                 | Laura is really gone!                             |
| 56  | Boss, de stoere zee-Ham           | Boss, the cool Ham of the sea!                    |
| 57  | De spookberg                      | Ghost Mountain!                                   |
| 58  |                                   | The fresh summer breeze!                          |
| 59  | Opeens is er een vijand           | Voorbeeld                                         |
| 60  |                                   | The chicken contest                               |
| 61  |                                   | Treasure hunting                                  |
| 62  |                                   | Penelope makes a friend                           |
| 63  |                                   | The scary principal!                              |
| 64  |                                   | The reconciliation!                               |
| 65  |                                   | Mimi's dream park!                                |
| 66  | Het zonnebloem reuzenrad          | The sunflower ferris wheel                        |
| 67  | Een afspraakje in het dierenpark  | The zoo date                                      |
| 68  | Het spookhuis nee                 | The haunting                                      |
| 69  | De voorspelling komt uit!         | A fortune comes true!                             |
| 70  | Het geitenjong                    | The baby goat                                     |
| 71  | Het dierenhospitaal               | The animal hospital                               |
| 72  | De breirage                       | The knitting craze                                |
| 73  | Net als toen                      | A breath of autumn!                               |
| 74  | Denk aan mij Penelope             | Welcome home Penelope!                            |
| 75  | De verschrikkelijke sneeuwvrouw   | The abominable snow woman                         |
| 76  | Laura en de zeven hamsters        | Hamtaro is a star! (Laura and the seven hamsters) |
| 77  | Een schitterend kerstfeest        | A wonderful Santa Claus!                          |
| 78  | De kleine bandieten               | The little bandits!                               |
| 79  | Het nieuwe jaar invliegeren       | The new year's kite adventure                     |
| 80  | Aanzoek bij zonsondergang         | Sunset proposal                                   |
| 81  | Stucky zit verstopt               | Stucky's tunnel                                   |
| 82  | Verliefd                          | Ham-romance                                       |
| 83  |                                   | Scatter the beans, scare the ogres                |
| 84  | Laura's Valentijnsdag             | Laura's Valentine                                 |
| 85  | Roberto de kampioen               | Roberto's ally                                    |
| 86  | Super hamster Robo-Joe            | Super hamster Robo-Joe                            |
| 87  | Maria's verjaardag                | Maria's birthday party                            |
| 88  | Nin-Ham de ninja                  | Nin-Ham the ninja!                                |
| 89  | Lente, waar ben je?               | The search for spring!                            |
| 90  | Hamtaro en het ruimteschip        | Hamtaro and the space ship!                       |
| 91  | Boss loopt weg nee                | Boss runs away                                    |
| 92  | Tante Viv en Elder Ham            | Auntie Viv and Elder Ham                          |
| 93  | Hannah is verliefd!               | Hannah is in love!                                |
| 94  | Dr. de Leeuw                      | Doctor Lion                                       |
| 95  | Vijf sterren chef Ham             | Dance, chef Ham!                                  |
| 96  | Vliegende karpers                 | The flying carp                                   |
| 97  | De Ham-Ham trein                  | The Ham-Ham express                               |
| 98  | De schoenendief                   | Who stole my shoe?                                |
| 99  | Beloofd is beloofd                | Keeping promises                                  |
| 100 | Het allermooiste kado             | The very best present                             |
| 101 | Hoe red je een bruiloft?          | How to rescue a wedding!                          |
| 102 | Avonturen op kantoor              | Office adventures                                 |
| 103 | De gevleugelde indringers         | Clubhouse intruders (The Ham-Hams rescue Stan)    |
| 104 | Het sprookje van prinses Bijou    | The tale of princess Bijou                        |
| 105 | De Melkweg                        | The Milky Way                                     |